# Elisabeth-orde

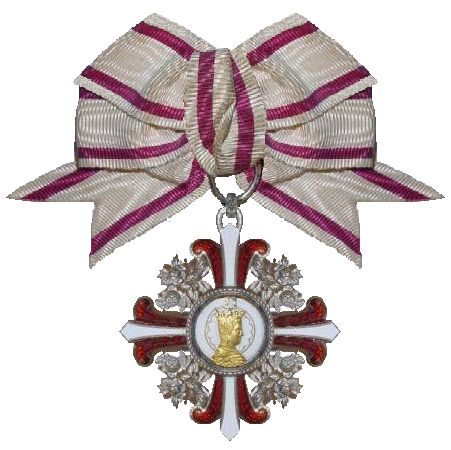
IIe Klasse

De Keizerlijke Oostenrijkse Elisabeth-Orde (Duits: "Österreichisch-Kaiserliche-Elisabeth-Orden") werd op 17 september 1898 door keizer Frans Jozef I van Oostenrijk ingesteld ter herinnering aan zijn eerder in dat jaar vermoorde vrouw keizerin Elisabeth van Oostenrijk ("Sisi"). De orde had de heilige Elisabeth van Thüringen als schutspatroon en zij werd ook op het kleinood afgebeeld. De orde moet niet worden verwisseld met de veel oudere Beierse Sint-Elisabeth-Orde.
De alleen aan dames verleende ridderorde, men spreekt van een damesorde, had drie graden:
- Grootkruis ("Großkreuz")
- Ie Klasse
- IIe Klasse

Daarnaast waren er een Kruis van Verdienste en een Medaille van de Elisabeth-orde.
De orde werd samen met de andere orden van de Dubbelmonarchie in 1919 door de Republiek Oostenrijk opgeheven.
Het Herinneringskruis voor Dames dat koningin Elisabeth van Roemenië in 1881 instelde wordt ook wel "Elisabeth-orde" genoemd al is dat minder juist.